# 贝塞尔陨石坑
贝塞尔陨石坑（Bessel）是月球正面位于澄海中部的一座小撞击坑，约形成于32-11亿年前的爱拉托逊纪，1834年德国天文学家约翰·海因里希·冯·马德勒曾对它进行过描述。该陨石坑的名称取自十九世纪德国数学家暨天文学家，坚信月球上没有大气层和生命的弗里德里希·威廉·贝塞尔(1784年-1846年)，1935年被国际天文学联合会批准接受。

## 描述

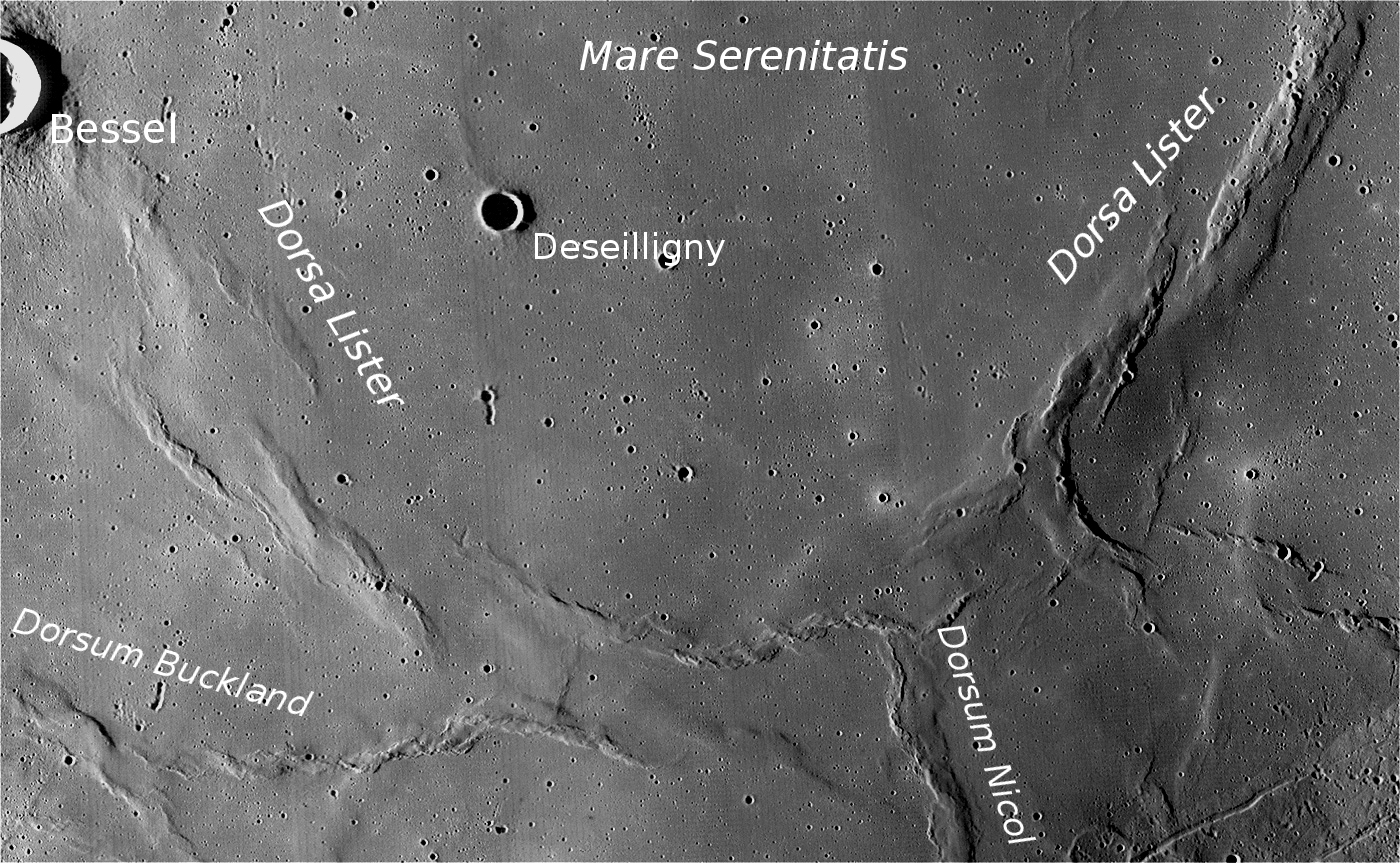
贝塞尔陨石坑的周边，月球勘测轨道飞行器拍摄。

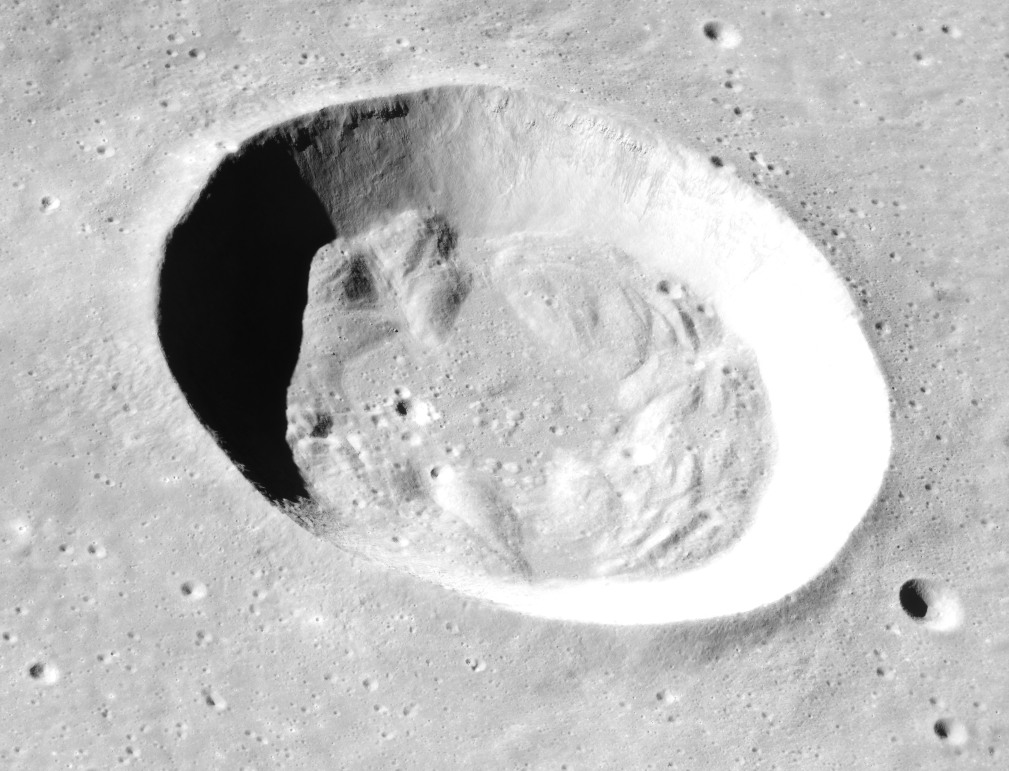
阿波罗15号全景相机拍摄的斜视图（来自 145号照片, 月球上的阿波罗, NASA SP-362）

该陨坑东面是更小的德塞利尼陨石坑、南面毗邻门纳劳斯陨石坑和塔凯陨石坑、苏尔皮基乌斯·盖路斯陨石坑和博比利尔陨石坑则位于的西南偏西及西南面。贝塞尔陨石坑东面也分布有一系列的皱岭，它们被非正式地统称为「蛇形岭」。该陨坑中心月面坐标为21°44′N 17°55′E / 21.73°N 17.92°E，直径15.56公里，深约2.50公里。

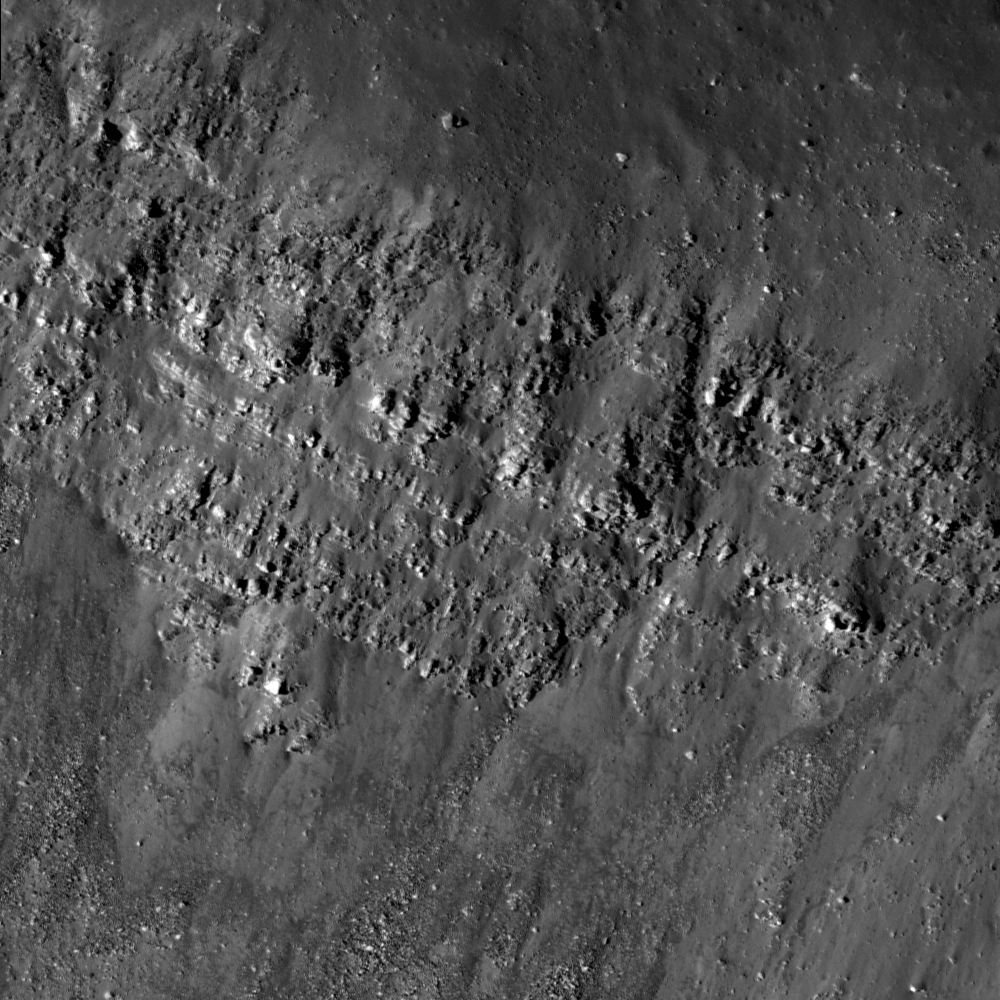
北侧内壁上的熔岩堆积层照片

尽管贝塞尔陨石坑尺寸较小，但却是澄海中最大的一座陨石坑。其外观呈圆碗状，坑沿反照率明显较坑底和周边月海表面都高。坑壁未受到明显的磨损，但内侧壁缺乏大型陨坑所有的阶地状结构，坑壁最大高出周边地形580米，除环坡底分布有一些塌落岩壁形成的岩屑堆外，坑内没有其它醒目的地貌结构。
该陨坑坑壁保存相当完整，除一些跌落在坑底的碎岩外，通过月球勘测轨道器相机拍摄的照片，可得到非常有趣的发现。相机镜头拍摄的北侧内壁裸露的岩层，清楚地显示多重玄武岩熔岩堆积层。在月表地貌形成过程中，澄海曾多次被玄武岩熔体大范围淹没，但每一覆盖层的厚度相对较薄。贝塞尔陨石坑和其它一些陨坑中裸露出的岩层，可帮助测定单次熔岩流层的厚度。
在贝塞尔陨石坑西侧，一道宽阔的贝塞尔光束从西南往东北穿过了整个澄海表面，根据最流行的说法，该射束可能属于第谷环形山的射纹系统。光谱分析证实，射纹束的材质与月球高地岩石相吻合。它一路越过月海东北边沿，消失在距第谷环形山4000公里处（相当于月球子午线长度的四分之三）。然而，第谷环形山的大部分射纹束延伸距离都不超过1500公里左右，而第谷环形山与贝塞尔陨石坑二者间的中心距离约有2000公里。贝塞尔光束"连接"了贝塞尔陨石坑和位于澄海南部边沿的门纳劳斯陨石坑，根据另一种说法，贝塞尔光束可能是门纳劳斯陨石坑撞击形成时才出现的。
贝塞尔陨石坑已被月球和行星观测协会（ALPO）列入《带有明亮射纹系统的撞击坑列表》。

## 卫星陨石坑
按惯例，最靠近贝塞尔陨石坑的卫星坑将在月图上以字母标注在它的中心点旁边。
| 贝塞尔 | 纬度    | 经度    | 直径   |
| ------ | ------- | ------- | ------ |
| D      | 27.3° N | 19.9° E | 5 公里 |
| F      | 21.2° N | 13.8° E | 1 公里 |
| G      | 21.1° N | 14.7° E | 1 公里 |
| H      | 25.7° N | 20.0° E | 4 公里 |

下列陨石坑已被国际天文学联合会重新更名:

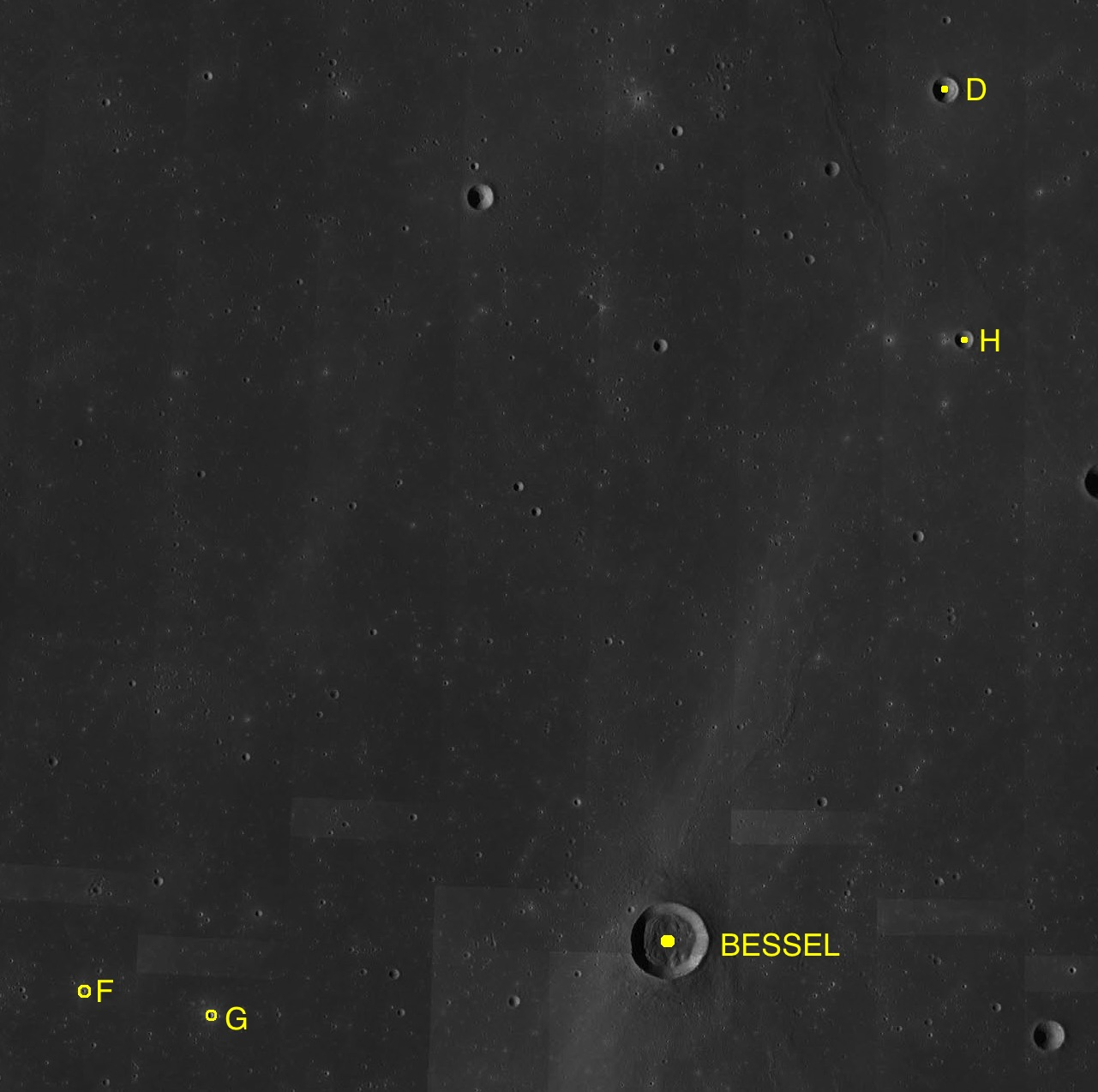
LAC-42 区域图

- 卫星坑「贝塞尔 A」——萨拉巴伊陨石坑（1973年）；
- 卫星坑「贝塞尔 E」——博比利尔陨石坑（1976年）。

## 延伸阅读
- Andersson, L. E.; Whitaker, E. A. . NASA RP-1097. 1982.
- Blue, Jennifer. . USGS. July 25, 2007  [2007-08-05]. （原始内容存档于2015-05-26）.
- Bussey, B.; Spudis, P. . New York: Cambridge University Press. 2004. ISBN 978-0-521-81528-4.
- Cocks, Elijah E.; Cocks, Josiah C. . Tudor Publishers. 1995. ISBN 978-0-936389-27-1.
- McDowell, Jonathan. . Jonathan's Space Report. July 15, 2007  [2007-10-24]. （原始内容存档于2015-01-12）.
- Menzel, D. H.; Minnaert, M.; Levin, B.; Dollfus, A.; Bell, B. . Space Science Reviews. 1971, 12 (2): 136–186. Bibcode:1971SSRv...12..136M. doi:10.1007/BF00171763.
- Moore, Patrick. . Sterling Publishing Co. 2001. ISBN 978-0-304-35469-6.
- Price, Fred W. . Cambridge University Press. 1988. ISBN 978-0-521-33500-3.
- Rükl, Antonín. . Kalmbach Books. 1990. ISBN 978-0-913135-17-4.
- Webb, Rev. T. W.  6th revised. Dover. 1962. ISBN 978-0-486-20917-3.
- Whitaker, Ewen A. . Cambridge University Press. 1999. ISBN 978-0-521-62248-6.
- Wlasuk, Peter T. . Springer. 2000. ISBN 978-1-85233-193-1.